# Ampulliferina persimplex
Ampulliferina persimplex är en svampart som beskrevs av B. Sutton 1969. Ampulliferina persimplex ingår i släktet Ampulliferina, divisionen sporsäcksvampar och riket svampar.   Inga underarter finns listade i Catalogue of Life.